# ABB Norden Holding
ABB Norden Holding AB är ett svenskt holdingbolag som är moderbolag till den schweiziska verkstadsjätten ABB Ltd.:s nordiska och baltiska dotterbolag, däribland ABB AB.
För 2016 hade de en vinst på nästan 3,6 miljarder SEK. Huvudkontoret finns i Västerås, där det svenska dotterbolaget ABB AB också har sitt huvudkontor.

## Dotterbolag
Källa: 
- Norden
  -  ABB AB
  -  ABHolding A/S
  -  ABOy
- Baltikum
  -  ABAS
  -  SAAbb
  -  Uab AB